# Зубок Віктор Григорович
Віктор Григорович Зубок — молодший лейтенант Збройних сил України, учасник російсько-української війни, що загинув у ході російського вторгнення в Україну в 2022 році.

## Життєпис
Віктор Зубок народився 03 серпня 1993 року в Чернігові. 
У 2010 році закінчив Чернігівський ліцей № 22 Чернігівської міської ради Чернігівської області та отримав повну загальну середню освіту. У шкільні роки неодноразово отримував нагороди з веслування на байдарках та каное.
З 2010 до  2015 рр. навчався у "Чернігівському колегіумі" імені Т.Г. Шевченка та отримав повну вищу освіту за спеціальністю «Екологія та охорона навколишнього середовища».  
У 2014 році закінчив кафедру військової підготовки в Сумському державному університеті артилерії та став молодшим лейтенантом запасу. Регулярно проходив навчання з територіальної оборони та відзначений грамотою Командувача Сухопутних військ ЗСУ за вагомий внесок у справи підвищення обороноздатності держави.
Обіймав посаду головного спеціаліста відділу державного екологічного контролю атмосферного повітря Державної екологічної інспекції в Чернігівській області в рідному місті. Неодноразово отримував відзнаки за свою роботу та готувався обіймати керівну посаду, склав іспит з української мови, однак через початок війни конкурс не відбувся. 
В перший день повномасштабного військового вторгнення РФ в Україну, не чекаючи повістки, молодший лейтенант запасу пішов добровольцем до лав ЗСУ. За словами Христини — дівчини Віктора він ще взимку 2021 року вирішив: якщо почнеться війна одразу піде воювати і захищати рідних та місто. 
15 березня 2022 року Віктор Зубок загинув біля лижної бази, що на околиці Чернігова, захищаючи рідне місто.

## Нагороди
- орден Богдана Хмельницького III ступеня (2022, посмертно) — за особисту мужність і самовіддані дії, виявлені у захисті державного суверенітету та територіальної цілісності України, вірність військовій присязі [2].